# Niccolò da Perugia
Niccolò da Perugia (tudi samo Nicolò), italijanski skladatelj, * 14. stoletje.
Niccolò je bil pomemben skladatelj trecenta, italijanske ars nove. Njegovo ustvarjalno obdobje je obsegalo drugo polovico 14. stoletja. Bil je sodobnik Francesca Landinija, glede na vire pa je bil najbolj aktiven v Firencah.
O njegovem življenju je malo znanega, točnost nekaterih biografskih podatkov je potrjena z izvenglasbenimi viri. Verjetno se je rodil v uradniški družini v Perugii. Leta 1362 je bil vpisan na seznamu kot obiskovalec samostana Santa Trìnita skupaj z Gherardellom iz Firenc. Iz njgovih notnih zapisov je mogoče sklepati, da je bil prijatelj s florentinskim pesnikom Franco SachettiFrancom Sachettijem in da je večino svojega dela ustvaril med letoma 1360 in 1375, saj so to okvirni datumi pesmi, ki jih je uglasbil. 
Lahko bi bil tudi ista oseba kot Ser Niccolò, ki je zabeležen kot vidnejši pevec laud (leta 1393). Ena njegovih skladb, La fiera testa, je bila verjetno usmerjena proti družini Visconti, v času, ko so bile Firence v vojni z Milanom (1397-1400); Niccolò bi bil tedaj lahko v Perugii.
Do danes se je ohranilo 41 Niccolòjevih skladb, večina v Squarcialupi kodeksu Squarcialupi, ostale pa v različnih toskanskih virih. Vse skladbe so posvetne in vokalne, med njimi je 16 madrigalov, 21 ballat in 4 caccie. Madrigali so štiriglasni, z izjemo enega, ki je troglasen; vsi pa so komponirani v relativno konservativnem slogu in ne pod vplivom tedaj popularne francoske prakse (glede na to se razlikujejo od podobnih kompozicij Landinija).
Posebnost Niccolòjevega ustvarjanja je bila t. i. majhna ballata, ballatae minimae. Tovrstne skladbe so zelo kratke in vsebujejo le en verz moralno obarvanega besedila. Po tem se zelo razlikuje od ostalih sodobnikov, ki so uglasbljali ljubezensko poezijo, npr. Landini.